# 桑德雷·古托姆森

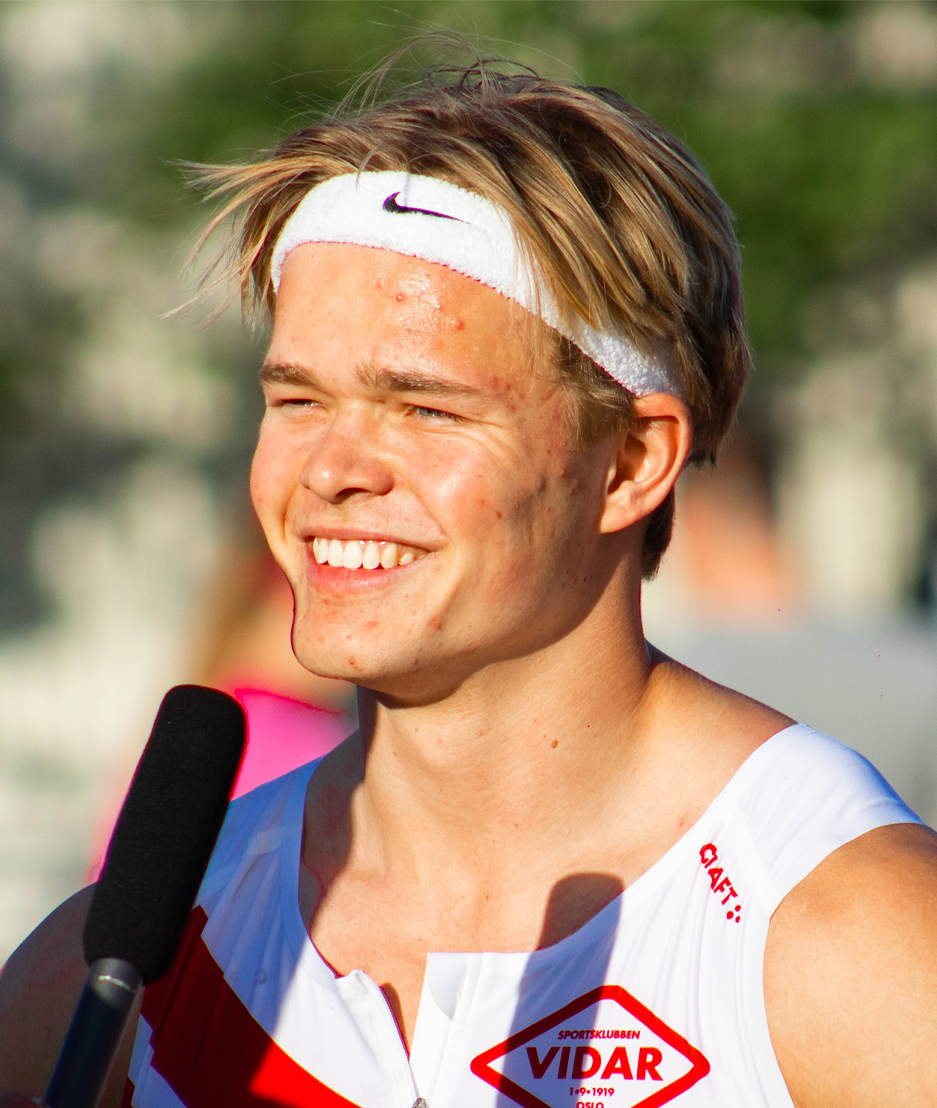

桑德雷·古托姆森（挪威語：Sondre Guttormsen，1999年6月1日—），是挪威的一位撐杆跳高運動員。他在2023年歐洲室內田徑錦標賽上獲得金牌。他也曾参加2020年和2024年夏季奥林匹克运动会。

## 外部連結
- 桑德雷·古托姆森在World Athletics（英语）
- 桑德雷·古托姆森在European Athletic Association（英语）
- 桑德雷·古托姆森在TFRRS.org（英语）
- 桑德雷·古托姆森在TFRRS.org（英语）
- 桑德雷·古托姆森在Olympics.com（英语）
- 桑德雷·古托姆森在Olympedia（英语）
- 桑德雷·古托姆森在挪威隊 （挪威語）